# Silmaril
Pour les articles homonymes, voir Silmarils.
Les Silmarils (« éclats de pure lumière » en quenya ; au pluriel Silmarilli) sont des objets issus du légendaire (legendarium) de l'écrivain britannique J. R. R. Tolkien, apparaissant notamment dans Le Silmarillion.
Au nombre de trois, ces joyaux merveilleux sont les objets les plus célèbres et les plus précieux créés par l'elfe Fëanor, un des princes puis le roi des Elfes de la race Ñoldo. Leur vol par Melkor (Morgoth), puis la guerre lancée par les Ñoldor pour les récupérer, forment la trame principale du Quenta Silmarillion (un chapitre du Silmarillion) et du début du Premier Âge de la Terre du Milieu.

## Histoire fictionnelle

### Création et vol
Les Silmarils sont créées dans les temps anciens (durant les Années des Arbres) par l'elfe Fëanor, le fils aîné du roi Finwë de la race Ñoldor. À cette époque, les Ñoldor vivent en Eldamar, une région des Terres immortelles (le pays d'Aman) située à proximité de Valinor (la demeure des Valar) dans l'extrême ouest du monde, au-delà de la mer qui sépare le pays d'Aman de la Terre du Milieu.
Les Ñoldor, instruits au départ par le Vala (singulier de Valar) Aulë, deviennent rapidement des maîtres dans l'art de la forge et du façonnage des pierres précieuses. C'est ainsi que Fëanor, le plus doué d'entre eux, crée les Palantíri (les « Pierres de vision ») et les Silmarils, des joyaux sans pareils. Fëanor a notamment bénéficié de l'aide du Vala déchu Melkor qui dispense également son savoir aux Ñoldor, quand celui-ci, libéré de son emprisonnement à Valinor (à la suite des ravages qu'il a causés en Terre du Milieu), donne des gages (prétendument) sincères de sa nouvelle humilité.
Les Silmarils sont l'œuvre dont Fëanor est le plus fier. Au nombre de trois, ces gemmes merveilleuses contiennent une lumière semblable à celle de Telperion et Laurelin, les Arbres sacrés de Valinor créés par les Valar et dont Fëanor a le pressentiment qu'il faut en préserver leur beauté, au cas où leur éclat (qui illumine le Pays béni d'Aman) viendrait un jour à s'éteindre.
Les Valar eux-mêmes sont ébahis par le travail de Fëanor et admirent la beauté des pierres, d'une brillance sans pareille. Par la suite, la Vala Varda bénit les joyaux et les sanctifie, les protégeant ainsi de tout mal et de toute souillure. Par ailleurs, le Vala Mandos prophétise que les Silmarils seront liés au destin même d'Arda (le monde), ce qui explique en partie le prix et l'importance qu'on leur attache.

« [Les Silmarils] avaient l'apparence du cristal mais étaient plus durs que le diamant, et nulle force du Royaume d'Arda ne pouvait les briser ni même les ternir. Ce cristal était aux Silmarils ce que le corps est aux Enfants d'Ilúvatar, l'enveloppe d'une flamme intérieure contenue dans le cristal, part de sa substance, sa vie même. Fëanor donna à cette flamme les lumières confondues des deux Arbres de Valinor et elle brûle encore en eux bien que les Arbres soient éteints et disparus depuis longtemps. »

— J. R. R. Tolkien, Le Silmarillion
Fier de sa création, mais d'un caractère avare et suspicieux, Fëanor dépose les Silmarils en sûreté au sein du trésor de sa forteresse de Formenos. Mais ceux-ci sont convoités par Melkor, qui est envieux de Fëanor et de ses créations. Cherchant depuis longtemps à corrompre ce prince des Elfes pour le rallier à lui, le rusé Fëanor s'en méfie.
Devant cet échec, Melkor amène l'araignée géante Ungoliant jusqu'à Valinor et lui parle des deux Arbres. L'araignée s’empresse de les assaillir, les empoisonnant de son venin alors qu'elle aspire leur sève, tuant les deux Arbres dans le même temps. Dans le chaos qui suit la mort de Telperion et Laurelin (le pays d'Aman, privé de la lumière des Arbres, sombre dans les ténèbres), les deux comparses se rendent à Formenos où ils tuent le roi Finwë, volent les Silmarils et le trésor de Fëanor puis s'enfuient vers la Terre du Milieu. Mais, en chemin, ils se disputent la possession des joyaux ; Melkor est alors attaqué par Ungoliant. Il est cependant secouru par ses Balrogs qui accourent à son terrible appel, après que Melkor ait été blessé par Ungoliant.

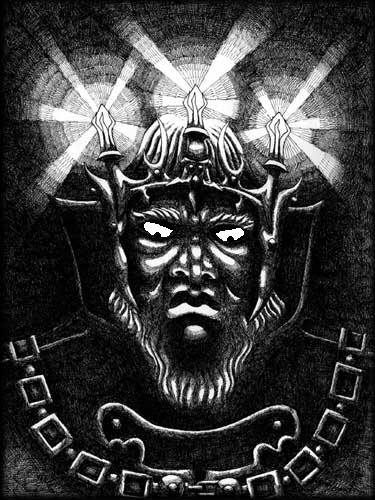
Représentation de Morgoth avec sa couronne, où brillent les trois Silmarils dérobés à Fëanor.

Emportant avec lui les gemmes en Terre du milieu, Melkor s'enferme dans sa forteresse d'Angband, dans le nord du pays. Là, il sertit les joyaux de Fëanor sur sa couronne de fer, malgré le fait que les pierres (bénies par Varda et protégées de tout mal) lui brûlent cruellement les mains, car ces joyaux sont pour lui le symbole du titre de Roi de la Terre, un qualificatif qu'il revendique pour lui-même.

### Le Serment de Fëanor et la guerre des joyaux
Après la mort des Arbres de Valinor, tués par l'araignée Ungoliant, les Silmarils restent alors les seuls dépositaires de la lumière des Arbres.
Les Valar, voulant récupérer les Silmarils pour ramener les Arbres à la vie, rencontrent le refus de Fëanor, car cela aurait entraîné la destruction des pierres. Ce dernier, retournant dans sa forteresse de Formenos pour s'assurer qu'ils sont bien gardés, découvre le vol de ses précieuses gemmes et la mort de son père. Sous le choc de la mort de Finwe, et rendu fou de rage par le vol des Silmarils (souhaitant les avoir pour lui seul), il est pris d'une grande colère lorsqu'il écoute la demande des Valar.
S'insurgeant contre eux, Fëanor leur fait (avec ses sept fils) le serment terrible de pourchasser toute créature d'Arda qui posséderait l'un des joyaux. Puis, quittant le pays d'Aman à la tête d'une grande partie des elfes Ñoldor, il s'en va pourchasser Melkor (qu'il renomme Morgoth, le « Noir ennemi du monde ») afin de récupérer les joyaux et venger son père.
Cependant, Fëanor ne peut réaliser sa promesse : à peine est-t-il arrivé en Terre du Milieu qu'il succombe face aux Balrogs de Morgoth venus l'attaquer. Mais ses sept fils, toujours liés par leur serment, restent en Terre du milieu et assaillent pendant de nombreuses années la puissante forteresse de Morgoth, Angband, sans succès. Afin de poursuivre leur action, ils fondent chacun un territoire autour de leur ennemi (créant ainsi les royaumes Ñoldor du Beleriand), exerçant une veille vigilante en résistant aux assauts de Morgoth, qui cherche à les détruire. De nombreuses batailles s'ensuivent alors, achevant au fil des siècles de saper la force et la puissance des nobles elfes du peuple Eldar venus de l'ouest.
Cependant, bien des siècles plus tard, l'humain Beren accompagné de l'elfe Lúthien (la fille de Thingol, du royaume caché de Doriath en Terre du Milieu), parviennent à entrer dans Angband et récupèrent un des Silmarils de la couronne de Morgoth, grâce à Lúthien qui fait s'endormir le Vala déchu grâce à son chant. Le joyau est ensuite serti dans le collier des Nains, le Nauglamír, qui sera hérité des années plus tard par Elwing (descendante de Beren et Luthien), et qui le donnera à son époux, le marin semi-elfe Eärendil. À cette époque (durant le Premier Âge), les Ñoldor, les Edain (les Hommes) et tous les êtres de la Terre du Milieu se terrent dans leurs refuges, se cachant de Morgoth qui les opprime et tente de les détruire en déversant ses forces orques et ses dragons sur la région, s’accaparant irrésistiblement le nord de la Terre du Milieu.
Eärendil, inlassable marin, cherche à se rendre à Valinor en tant que messager des deux races (elfes et hommes) pour demander l'aide des Valar, malgré le contentieux qui sépare les Valar des Ñoldor depuis des siècles, conséquence du serment de Fëanor et de ses fils (et du massacre d'Alqualondë). Grâce au Silmaril serti dans le Nauglamír et après un long voyage sur la mer, Eärendil réussit cet exploit, arrivant au pays d'Aman à bord de son navire, le Vingilot, le Silmaril lui ouvrant la voie de Valinor (la « voie droite ») qui demeure normalement cachée aux mortels.
Accueilli par les Valar, Eärendil leur fait alors part de sa supplique concernant les peuples de la Terre du Milieu, au nom des Enfants d'Ilúvatar. Ému par son récit, le Vala Manwë répond favorablement à sa demande et entre alors en guerre contre Morgoth. L'armée des Valar converge vers la Terre du Milieu puis assaille la forteresse de Morgoth, dans ce qui sera appelé la guerre de la Grande Colère qui durera une quarantaine d'années. Après une lutte terrible, Morgoth est vaincu et banni d'Arda, projeté « en dehors des Cercles du Monde ». Après la guerre, les Valar envoient Eärendil sillonner l’espace à bord du Vingilot, le Silmaril au front, afin d'apporter la lumière de la pierre au peuples d'Arda et ainsi leur redonner espoir.
Les deux Silmarils restants sont repris à Morgoth et confiés à Eönwë, le héraut de Manwë. Mais Maedhros et Maglor, les deux derniers fils survivants de Fëanor, toujours tenus par leur serment, dérobent les joyaux et s'enfuient. Par la suite, ne pouvant plus supporter la souffrance que leur causent les joyaux (car n'étant plus dignes de les porter), Maedhros finira par se précipiter dans une crevasse de lave avec son Silmaril tandis que Maglor jettera le sien dans la mer et disparaîtra à jamais.
Depuis, un seul Silmaril est encore présent et vole dans le ciel au front d'Eärendil qui, à bord du Vingilot, est devenu une étoile (Venus), vénéré par les Elfes.
Il est dit que, après la mort de Maedhros, les trois Silmarils ont ainsi chacun pris leur place en Arda : l'un dans le ciel, un autre dans les profondeurs marines et le troisième au cœur du monde souterrain.

### Héritage
Bien que les deux Silmarils perdus ne soient pas destinés à être retrouvés avant la fin du monde, une partie de leur lumière subsiste néanmoins dans la fiole de Galadriel[réf. nécessaire]. Ce petit flacon de cristal contient en effet une eau étincelante, qui brille comme le reflet de la lumière de l'étoile d'Eärendil. Dans Le Seigneur des anneaux : La Communauté de l'anneau, la fiole est donnée par l'elfe Galadriel au hobbit Frodon lorsque la communauté de l'Anneau quitte la Lothlórien.

## Adaptation et héritage
Les récits du « Silmarillion » n'ont pas été adaptés à la télévision, ni au cinéma ou à la radio.
- En 1998, dans l'album Nightfall in Middle-Earth, le groupe Blind Guardian raconte l'histoire des différents Âges de la Terre du Milieu et évoque dans la chanson Into The Storm le vol des Silmarils par Melkor.
- En référence aux joyaux de Tolkien, une société française éditrice de jeux vidéo a porté le nom de Silmarils de 1987 à 2003. Elle était spécialisée dans les jeux de rôles fantastiques.
- Le groupe de musique français Silmarils et son premier album Silmarils s'est inspiré de l’œuvre de Tolkien.
- Les Silmarils sont mentionnés par les personnages de Celebrimbor et Elrond dans la série Le Seigneur des anneaux : Les Anneaux de pouvoir (saison 1, épisode 2 : À la dérive).